# Náměstí Míru (metropolitana di Praga)
Náměstí Míru (abbreviato in NM, in italiano Piazza della Pace) è una fermata della Linea A della metropolitana di Praga, situata nel distretto di Vinohrady (Praga 2) al di sotto dell'omonima piazza e di via Korunní, vicino alla chiesa di Santa Ludmilla e al Teatro Vinohrady.

## Storia
Questa fermata fu completata insieme alla prima tratta della Linea A, tra Dejvická e questa stazione, venendo inaugurata il 12 agosto 1978 (costo totale di 303 milioni di CZK, equivalenti a circa 64 milioni di euro odierni, tenendo conto dell'inflazione). Servì da capolinea fino alla successiva estensione della linea verso Želivského (19 dicembre 1980), mentre oggi è un importante snodo per le future linee tramviarie, ferroviarie e metropolitane. Dal 1º luglio 1998 al 23 aprile 1999 subì interventi di restauro e fu utilizzata nuovamente come capolinea a seguito dell'alluvione del 2002.
Entro il 2030 Náměstí Míru dovrebbe diventare parte della futura Linea D, con treni diretti verso la stazione Pankrác della Linea C.

## Strutture e impianti

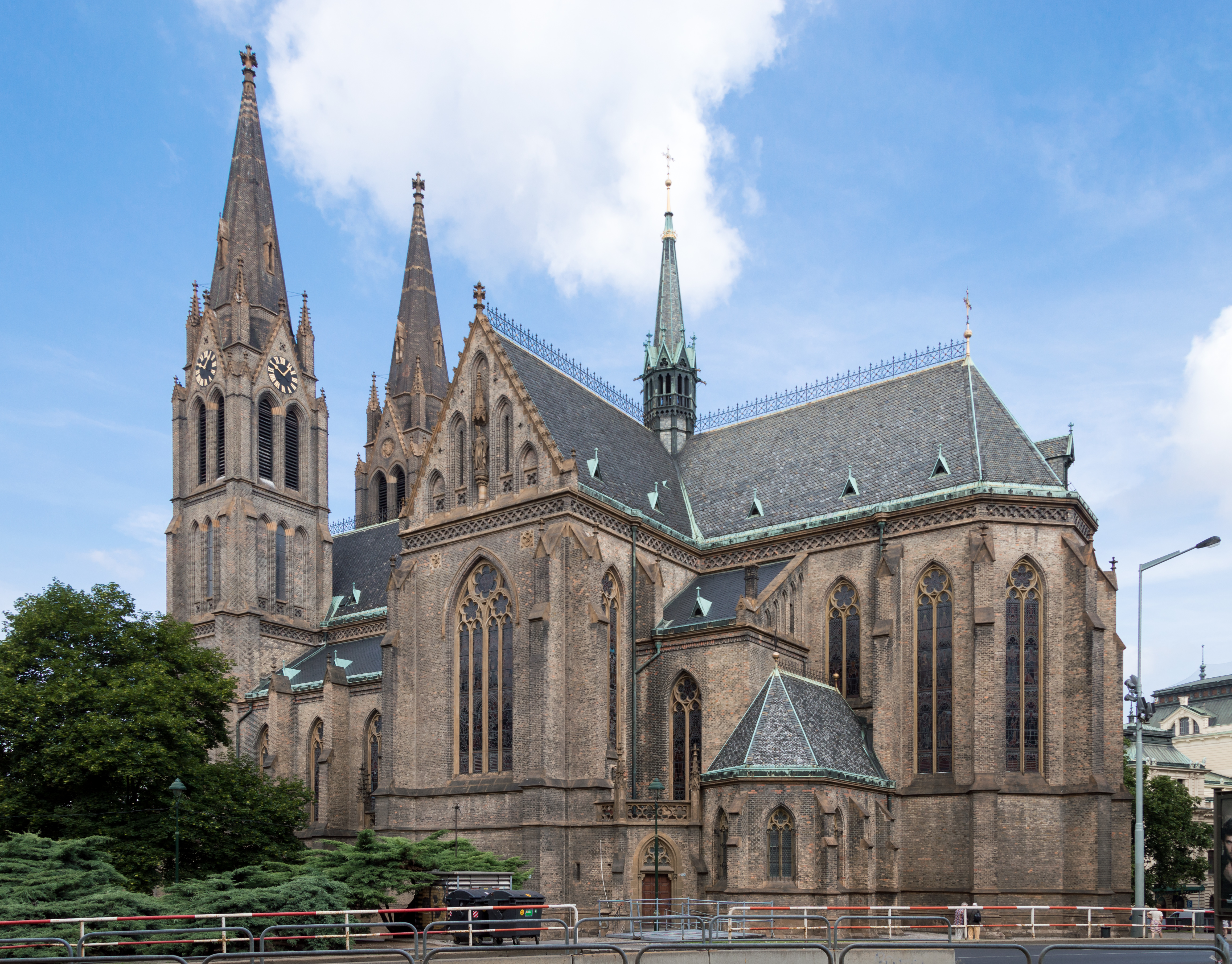
La chiesa di Santa Ludmilla

Náměstí Míru è nota per essere la fermata con la piattaforma più profonda di tutta la metropolitana praghese, situata a ben 53 m al di sotto della superficie. Per tal motivo, possiede le scale mobili più lunghe dell'Unione europea (lunghe 87 m con 533 scalini), tramite cui servono 2:20 minuti per salire o scendere. Tuttavia, non è questo il punto esattamente più profondo della metro, un primato che, invece, spetta ad una sezione del tunnel tra le stazioni di Hradčanská e Malostranská (68 m sotto la superficie). Per il resto, la stazione ha una lunghezza complessiva di 114.7 m ed un'ampiezza di 20.5 m.
Inizialmente all'interno della stazione si trovava una scultura dell'artista Václav Cigler, con una cellula fotosensibile al transito dei passeggeri. L'opera fu poi rimossa durante i lavori di ristrutturazione degli anni 1998-1999.

## Servizi
- Biglietteria
- Servizi igienici
- Ufficio informazioni[5]

## Interscambi
- Fermata autobus (linea 135)[6]
- Fermata tram (linee 10, 13, 16 e 22)[6]